# José María Reina Barrios

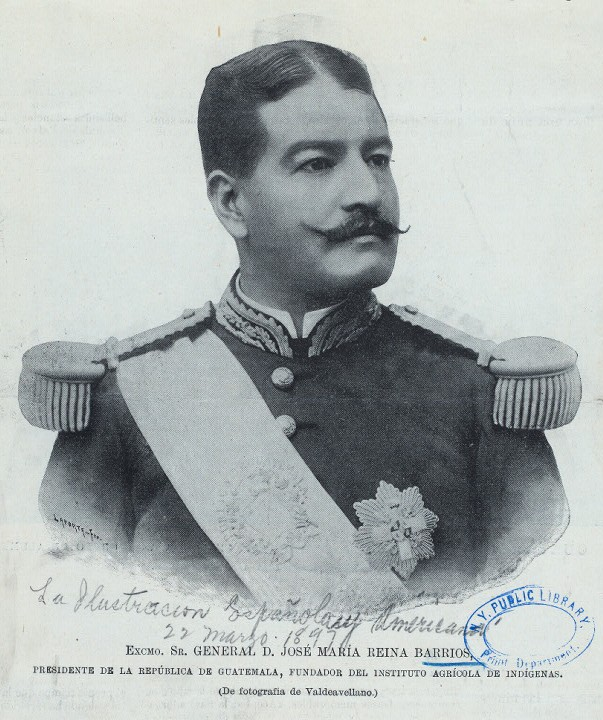
Reina Barrios 1897

General José María Reina Barrios (* 24. Dezember 1854 in San Marcos; † 8. Februar 1898 in Guatemala-Stadt) war von 1892 bis 1898 Präsident von Guatemala.

## Leben

### Herkunft und frühe Laufbahn
José María Reina Barrios war ein Neffe des Präsidenten Justo Rufino Barrios. Er floh mit 14 von zu Hause und schloss sich den revolutionären Truppen an, die sein Onkel zusammen mit Miguel García Granados damals in Chiapas sammelte, um die Regierung Cerna zu stürzen. Zusammen mit dieser Truppe marschierte er im Jahre 1871 nach Guatemala ein. In der Folgezeit bekleidete er verschiedene militärische und politische Ämter.

### Präsidentschaft
1892 wurde Reina durch allgemeine Wahlen zum Präsidenten gewählt und trat das Amt am 15. März des Jahres an. Zu den wichtigsten Maßnahmen seiner Regierung gehörte die Wiederaufnahme des unter seinem Vorgänger zum Erliegen gekommenen Baus der Eisenbahnverbindung zwischen Guatemala-Stadt und der Karibikküste. Auch darüber hinaus zeichnete sich seine Regierungszeit durch eine Rege Bautätigkeit in der Hauptstadt und die Verbesserung der Infrastruktur, insbesondere von Straßen-, Eisenbahn- und Telegraphenverbindungen, im ganzen Land aus. Auf der anderen Seite war sie jedoch geprägt durch Verhaftungen, Verfolgungen und Bespitzelungen. Im Jahre 1897 wurde Reina wiedergewählt, wobei jedoch die Wahl von massiven Repressionen begleitet wurde.

### Attentat
Am 8. Februar 1898 wurde Reina beim Verlassen eines Hotels in der Innenstadt von Guatemala-Stadt von dem – kurz zuvor aus Costa Rica eingereisten – Deutschen Oscar Zollinger erschossen. Zollinger selbst fiel kurz nach der Tat selbst einer Kugel zum Opfer. Ob diese von einem ihn verfolgenden Polizisten oder einem mysteriösen Dritten stammte, ist umstritten. Auch die Hintergründe der Tat sind ungeklärt. Während eine Theorie hinter dem Attentat den Innenminister und Nachfolger Reinas, Manuel Estrada, vermutet, soll Zollinger nach einer anderen Version ein persönliches Rachemotiv gehabt haben.
José María Reina Barrios wurde in den Gewölben der Kathedrale von Guatemala-Stadt beigesetzt.